# آگریهان
آگریهان که آگریگان نیز خوانده می‌شود یک آبخوست در جزایر ماریانای شمالی در اقیانوس آرام است. آگریهان در ۶۲ کیلومتر (۳۹ مایل) شمال پاگان قرار دارد.

## جغرافیا
آگریهان یک آبخوست پوشیده از جنگل است که شکل بیضی مانند دارد. طول آن ۹ کیلومتر (۵٫۶ مایل)، عرض آن ۶ کیلومتر (۳٫۷ مایل) و مساحت آن ۴۴ کیلومتر مربع (۱۷ مایل مربع) است. آگریهان در اصل، دهانه بیرون‌زده یک آتشفشان چینه‌ای است که از ژرفای ۴ کیلومتر (۲٫۵ مایل) اقیانوس بیرون آمده و پنجمین آتشفشان چینه‌ای بزرگ در کمان آتشفشانی ماریانا است. با ۹۶۵ متر (۳٬۱۶۶ فوت) بلندای قله، آگریهان بلندترین مکان در منطقه میکرونزی است. ابعاد کاسه آتشفشانی بزرگ آن ۱ کیلومتر (۰٫۶۲ مایل) در ۲ کیلومتر (۱٫۲ مایل) و ژرفای آن ۵۰۰ متر (۱٬۶۰۰ فوت) است. در کف کاسه آتشفشانی چندین جریان گدازه و دو مخروط آتشفشانی وجود دارند که به احتمال بسیار در هنگام فوران آوریل سال ۱۹۱۷ پدید آمده‌اند. تنها زمین افقی در آگریهان بین ساحل جنوب خاوری و بخش شمالی کاسه آتشفشانی میانی است.
پوشش گیاهی آن شامل علفزارهای علف شمشیری (میسکانتوس فلوریدولوس) در دامنه‌های شمالی، جنگل‌های نارگیل به همراه درخت نان و پاپایا در دامنه‌های جنوبی و دره‌های عمیق مخروطی شکل با مرکزیت قله کوه‌ها می‌‌شود.

## تاریخ
نخستین اروپایی وارد شده به آگریهان گونزالو گومز د اسپینوزا در ۱۱ ژوئن ۱۵۲۲ بود. او آگریهان را "سیکو" یا "لا گریگا" نامید (به معنی "یونانی" در زبان اسپانیایی). او سوار بر کشتی ترینیداد به عنوان همراه فردیناند ماژلان در سفر اکتشافی او از اقیانوس آرام به مکزیک (اسپانیای نو) بود. رفتار مردم چامورو که ساکن آبخوست بودند با او تنش‌آلود بود و او نتوانست در آگریهان برای مدت زیادی بماند. اما یکی از بومیان را دزدید و او را وادار به دادن اطلاعات کرد. مبلغ مذهبی دیگو لوئیس د سان ویتورس در سال ۱۶۶۹ از آگریهان بازدید کرد و آنرا "سان فرانسیسکو خاویر" نامید. در ۱۶۹۵ ساکنام بومی به زور به سایپن و سه سال بعد به گوآم کوچانده شدند.
در ۱۸۱۰ مردم پادشاهی هاوایی تلاش کردند در آگریهان ساکن شوند. در دهه ۱۸۷۰ (میلادی) نخستین کشتزارهای نارگیل کاشته شدند. آدولف کاپله (بازرگان از دوک‌نشین براونشوایگ آلمان امروزی) آبخوست را اجاره و مغز نارگیل صادر کرد. برای کار در آبخوست آگریهان نزدیک به ۲۰ کاگر فصلی از جزایر کارولین می‌آمدند. با فروش جزایر ماریانای شمالی از اسپانیا به امپراتوری استعماری آلمان در ۱۸۹۹ آگریهان به صورت بخشی از گینه نو آلمان مدیریت شد. در این هنگام یک شرکت خصوصی به نام «جامعه پاگان» که سهام آن، میان امپراتوری ژاپن و آلمان مشترک بود کشت نارگیل را توسعه داد. اما چندین طوفان بین سپتامبر ۱۹۰۵ تا سپتامبر ۱۹۰۷ کشتزارهای نارگیل را نابود و شرکت «جامعه پاگان» را ورشکسته کرد.
در هنگام جنگ جهانی اول، تحت قیمومت اقیانوس آرام جنوبی، آگریهان به کنترل امپراتوری استعماری ژاپن در آمد. در جنگ جهانی دوم آگریهان به کنترل ایالات متحده آمریکا در آمد و به عنوان بخشی از قلمرو تراست جزایر اقیانوس آرام مدیریت شد. در ۱۹۶۷ جمعیت آگریهان ۹۴ بود. از ۱۹۷۸ آگریهان بخشی از شهرداری جزایر شمالی همسود جزایر ماریانای شمالی است.

## جمعیت
جمعیت آگریهان در سال ۱۹۸۰، ۵۶ نفر بود.
به دلیل افزایش کنش‌های آتشفشانی و احتمال فوران در اوت ۱۹۹۰ ساکنان آگریهان تخلیه شدند. اگرچه در ۱۹۹۲، ۲۵ دودخان آب جوشان و چندین خروجی بخار در آگریهان دیده شدند اما فورانی دیده نشد. در سال ۲۰۰۰ شش نفر به یکی از چهار منطقه مسکونی آبخوست بازگشتند. اما در سال ۲۰۱۰ بار دیگر آگریهان، خالی از سکنه بود.